# Peter Steiner (Grafiker)

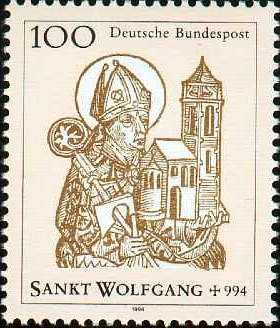
Peter Steiner: Zum 1000. Todestag des hl. Wolfgang, Deutsche Bundespost, Ausgabedatum 13. Oktober 1994

Peter E. Steiner (* 9. April 1926 in Lochen; † 28. Juni 2025 in Stuttgart) war ein deutscher Maler, Grafiker und Grafikdesigner.

## Leben und beruflicher Werdegang
Steiner wuchs in Immenstadt auf. Er studierte bei Walter Brudi am Institut für Buchgraphik der Akademie der bildenden Künste in Stuttgart. 1962 wurde er dort Dozent, anschließend war er an der Akademie, bis zu seiner Emeritierung, Professor für Design. Er galt als führender Gestalter für die Briefmarken der Deutschen Bundespost, später der Deutschen Post AG. Seine erste Briefmarke für das deutsche Bundesfinanzministerium entwarf er 1977. Seitdem entwarf er – zum Teil zusammen mit seiner Tochter Regina Steiner – annähernd 70 Postwertzeichen. 2011 erhielt er auf der Ausstellung Die Südliche den Johann-Georg-Grimm-Preis in Sonthofen für seine Collage X sweet.
Peter Steiner verstarb im Alter von 99 Jahren.